# دوک‌نشین برابانت
دوک‌نشین برابانت یکی از ایالت‌های امپراتوری مقدس روم بود که در سال ۱۱۸۳ تأسیس شد. این منطقه از لندگرویات برابانت توسعه یافت و قلب کشورهای سفلی تاریخی را تشکیل داد، بخشی از هلند بورگوندی از سال ۱۴۳۰ و هلند هابسبورگ از سال ۱۴۸۲، تا زمانی که پس از شورش هلندی‌ها تقسیم شد.
برابانت شمالی کنونی (Staats-Brabant) طبق پیمان صلح ۱۶۴۸ وستفالی به سرزمین‌های عمومی جمهوری هلند واگذار شد، در حالی که دوک‌نشین کاهش‌یافته بخشی از هلند اتریش باقی ماند تا اینکه توسط نیروهای انقلابی فرانسه در سال ۱۷۹۴ فتح شد. امروزه تمام قلمروهای سابق دوک نشین، به غیر از مناطق برون‌بوم، در بلژیک هستند به جز استان برابانت شمالی که در هلند است.